# Jacobus Belsen

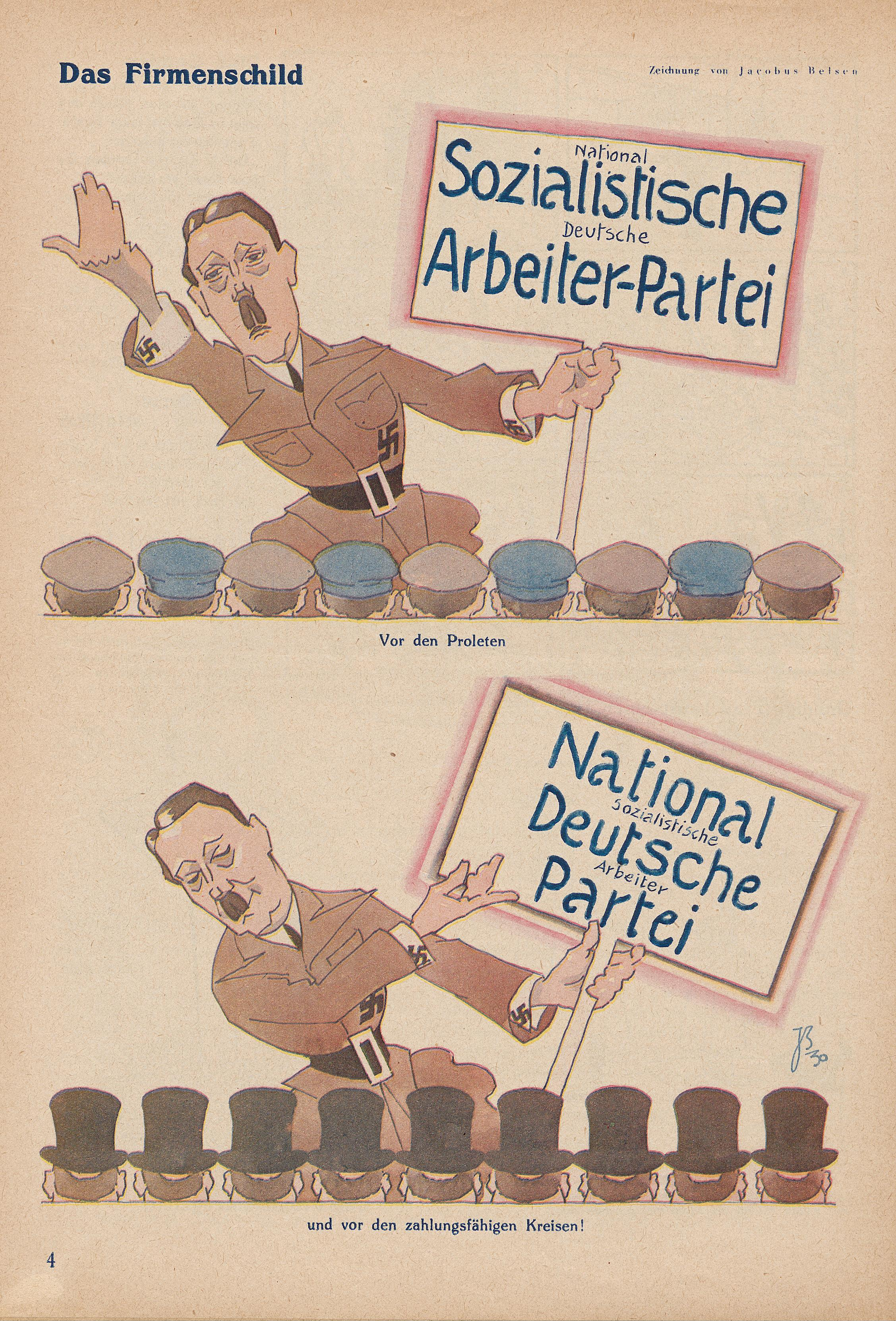
Das Firmenschild

Jacobus Belsen (russ. Яков Яковлевич Бельзен, Jakow Jakowlewitsch Belsen, lett. Jēkabs Belzēns) (* 18. September 1870 im Dorf Patkino, Alexandrowski ujesd, Provinz Wladimir; † 29. September 1937 in  New York City) war ein russisch-lettischer Maler, Zeichner, Radierer, Karikaturist und Illustrator.
Er besuchte das Petersburger Gymnasium der Reformierten Kirche. In den Jahren 1888–1890 studierte er an der Juristischen Fakultät der Kaiserlichen Universität Sankt Petersburg.
1890 trat er in die Kaiserliche Akademie der Künste ein; erhielt zwei kleine (1892) und zwei große (1893) Silbermedaillen. 1894 schloss er das Studium mit dem Titel eines Klassenkünstlers des 3. Grades für das Gemälde „Gespenster“ ab.
Ab 1895 arbeitete er als Zeichenlehrer an verschiedenen Bildungseinrichtungen in St. Petersburg. Von 1905 bis 1917 war er als Zeichen- und Mallehrer an der Zentralschule für Technisches Zeichnen des Barons Alexander von Stieglitz in St. Petersburg tätig.
1897 fertigte er 95 Zeichnungen für den Roman „Eugen Onegin“ von Alexander Sergejewitsch Puschkin. Er malte Genreszenen, Landschaften und Porträts. Er beschäftigte sich mit Aquarellen, Buch- und Zeitschriftengrafiken, lieferte Karikaturen für die Zeitschrift „Шут“ (Der Trottel). 
Er nahm an Ausstellungen teil, die von Vereinigungen russischer und lettischer Künstler organisiert wurden (Riga, 1910; Petersburg, 1915; Moskau, 1916). 1919 wanderte er nach Deutschland aus und ließ sich in Berlin nieder. 1921 gab er im Berliner Exilverlag „Голос России“ (Russlands Stimme) eine Karikaturensammlung „Герои смутного времени“ (Helden der traurigen Zeit) heraus. Er arbeitete im Buchverlag von A. Devrient, war als Karikaturist in linksliberalen Zeitschriften tätig.
Nach 1933 emigrierte er in die Vereinigten Staaten, wo er 1937 starb.